# Konrad I. Salzburški
Konrad I. [Abenberški] (nemško Konrad von Abenberg, c. 1075 – 9. april 1147) je bil salzburški nadškof v Avstriji v prvi polovici 12. stoletja.
Konrad izhaja iz plemiške rodbine  Abenberško - Frensdorfskih. Vzgojen je bil za duhovniško kariero na dvoru cesarja Henrika IV., kjer je bil član dvorne kapele. Postal je kanonik v Hildesheimu. Potem ko je julija 1110 spremljal cesarja Henrika V. na poti v Rim, se je Konrad postavil na papeževo stran v sporu o investiciji, kar je na koncu pripeljalo do njegovega večletnega izgnanstva. Leta 1121 se je vrnil v Salzburg in odigral pomembno vlogo pri glavnih političnih dogodkih tistega časa, vključno z izvolitvijo Lotarja Supplinburškega za nemškega kralja leta 1125 in papeškim razkolom leta 1130, v katerem je igral vlogo pri kraljevem priznanju papeža Inocenca II .
Med odsotnostjo Lotarja Supplinburškega v Italiji je bil Konrad 4. junija 1133 posvečen v salzburškega nadškofa. Kot knezoškof je bil vpliven v nemški politiki in je bil izjemno energičen reformator, ki ga pogosto imenujejo "drugi ustanovitelj Salzburške cerkve". Predsedoval je skupščini, ki je nadzorovala zadeve verskih hiš, vzdrževal močan nadzor nad desetino in je bil odgovoren za gradnjo salzburške stolnice in pokopališča leta 1140. Konrad je nadzoroval tudi gradnjo številnih drugih samostanov in gradov Hohensalzburg, Werfen in v Brežah.

## Zgodnje življenje in delo
Konrad Abenberški je izhajal iz družine grofov Abenberških - Frensdorfskih in je imel veliko uglednih sorodnikov v Nemčiji.  Rodil se je okoli leta 1075 kot sin grofa Wolframa I. Abenberškega. Njegova mati je bila verjetno hči regensburškega vikonta Henrika I.  Konrad je imel dva starejša brata, Otona in Wolframa. Za duhovniško kariero je bil vzgojen na dvoru cesarja Henrika IV., kjer je bil član dvorne kapele.  Postal je kanonik v Hildesheimu.

## Salzburški nadškof

### Vojaška in politična prizadevanja
Konrad je bil vpleten v dogajanje, ko se je Henrik V. leta 1105 uprl svojemu očetu. To bi pojasnilo njegovo izvolitev za salzburškega nadškofa na zboru v Mainzu 7. januarja 1106. Takrat je bil v Salzburgu nameščen anti-nadškof Bertold Moosburški. Konrad je prišel v Salzburg v spremstvu svojih bratov, grofov Otona in Wolframa, s spremstvom 1000 vojakov.  Nekateri od teh vojakov so morda bili služabniki, hlapci in ne svobodni vazali. S tem prikazom sile mu je uspelo Bertolda prisiliti k abdikaciji. Papež Paskal II. ga je 21. oktobra 1106 posvetil v škofa in mu podelil palij.
Julija 1110 je Konrad spremljal cesarja Henrika V. v Italijo.  Konrad je na ta obisk pripeljal močno vojaško spremstvo. Vendar se je Konrad v sporu o investiciji postavil na stran papeža. Zaradi nadaljnjih sporov s cesarskimi uradniki je moral Konrad leta 1112 pobegniti in se v Salzburg ni mogel vrniti do leta 1121.  V izgnanstvu je živel v Toskani, Admontu na Štajerskem in na Saškem.
Konrad je imel pomembno vlogo pri glavnih političnih dogodkih tistega časa, vključno z izvolitvijo Lotarja Supplinburškega za nemškega kralja leta 1125, ki ga je podpiral v boju proti Hohenstaufovski uzurpaciji. Med papeškim razkolom leta 1130 je igral vlogo pri kraljevem priznanju papeža Inocenca II. Po tem so se med Konradom in Lotarjem povečale napetosti zaradi različnih pogledov na cerkveno politiko. Lotar je obiskal Italijo v letih 1132-33 in ga je 4. junija 1133 za cesarja okronal Inocenc II  V njegovi odsotnosti je bil Konrad posvečen v nadškofa. To je neposredno poseglo v cesarjevo pravico, ki jo je pred kratkim potrdil papež, da škofu podeli svoje regalije, preden je posvečen. Pri cesarju Lotarju si je prislužil ostro grajo.
Ko je Lotar umrl, se je Konrad sprva uprl izvolitvi Hohenstaufa Konrada III. in namesto tega podprl Henrika X., bavarskega vojvodo. Konrad je pozneje prišel k kralju in ga podprl. 

### Reforme in administracija
Ob vrnitvi iz izgnanstva leta 1121 ali 1122 je Konrad našel svojo škofijo »zelo revno in močno opustošeno«. Konrad je sodeloval z uglednimi osebami, kot sta Hartman Briksenski in Gerhoh Reichersberg, da bi reformiral duhovščino v svoji nadškofiji. Zlasti se je lotil velike reforme stolne duhovščine. Konrad je predsedoval skupščini, ki je nadzorovala zadeve verskih hiš, vključno s katedralo, in je uporabljal kanonike za pomoč pri upravljanju svojega premoženja. Ohranil je močan nadzor nad desetinami in jih razdeljeval med samostane in župnike, da bi se izognil sporom glede njihove razdelitve. Med njegovo administracijo so kleriki podložniškega porekla vztrajno pridobivali na statusu, ki se je od takrat imenoval ministerialis in ne služabniki.
Med letoma 1125 in 1130 je začel kovati kovance v Brežah, kar je pomagalo financirati njegove projekte. To je povzročilo revolucijo v financah. Po drugi strani pa je navdihnil madžarskega kralja Andreja II ., da je ustanovil svoje kovnice.
Konrad je obnovil in razširil salzburško katedralo ter zgradil stolni kapitelj, leta 1140 pa je ustvaril stolno pokopališče. Zgradil je bolnišnice za revne v mestu in začel graditi samostan sv. Petra, kjer je stala njegova prejšnja rezidenca, ter se preselil v novo nadškofovsko rezidenco bližje stolnici. Konrad je ustanovil več samostanov in reformiral druge, skupno 17, v katerih je prevladalo pravilo redovnih avguštinskih kanonikov. Med njimi so bili St. Zeno, Krka, Reichersberg, Berchtesgaden, Baumburg, Gars am Inn, Au am Inn, Ranshofen, Höglwörth, Herrenchiemsee, Seckau in Suben. Nadškof je podpiral benediktince.
Vojvoda Henrik III. Eppensteinski, brat Ulrika I., oglejskega patriarha (vladal 1086–1121), je med svojim izgnanstvom zasegel posest, ki je pripadala salzburški škofiji v Furlaniji in na Koroškem. Konrad ga je izobčil in na Koroško poslal 1000 vojakov, zaradi česar je vojvoda moral vrniti posest. Kasneje je Konrad dosegel sporazum o "miru in prijateljstvu" (pax et amicitia) z oglejskim patriarhom Pelegrinom I. (vladal 1130–1161), s katerim se je strinjal, da bo Ogleju plačeval desetino za tiste posesti, ki jih je nadškofija imela v patriarhatu.  Konradovemu zgledu so sledile obljube drugih prisotnih, da bodo ob sklenitvi dogovora plačali svojo desetino.
Konrad je dokončal gradnjo gradov Hohensalzburg, Werfen in Breže, ki jih je nadškof Gebhard začel graditi leta 1077. Na Štajerskem je reformiral vojaško organizacijo in upravljanje cerkvenih posesti ter zgradil močne trdnjave. Za obrambo pred Ogrsko je zgradil trdnjavi Lipnici (Seggau) in Ptuj (Pettau) ) ter grad Brestanica. Razširil je tudi grad Deutschlandsberg v središču salzburške posesti na zahodnem Štajerskem. Leta 1131 je sklenil mir z ogrskim kraljem Bélo II., čemur je sledilo dolgo obdobje stabilnosti na obmejnem območju.
Konrad je umrl 9. aprila 1147 v Lungauu v Salzburgu. Anonimna biografija, znana kot Vita Chuonradi archiepiscopi Salisburgensis, je bila sestavljena v 1170-ih. Prikazuje Konrada kot človeka miru. Njegova vloga pri kraljevih volitvah leta 1125 in 1138 ga uvršča med vodilne nemške knezo-škofe v visokem srednjem veku. Prislužil si je naziv »drugi ustanovitelj salzburške cerkve«.